# Armand Mastroianni
Armand Mastroianni (* 1. August 1948 in Brooklyn, New York City) ist ein US-amerikanischer Filmregisseur und Filmproduzent.

## Leben
Seit seinem Debüt 1980 als Filmregisseur mit dem Horrorfilm Panische Angst, dem Leinwanddebüt von Tom Hanks, drehte Armand Mastroianni vor allen Dingen Fernseh- und Independentfilme, darunter Die Tochter des Präsidenten: In tödlicher Gefahr, Die Prophezeiungen von Celestine und Pandemic – Tödliche Erreger.
Armand Mastroianni ist der Vater von Paul Mastroianni.

## Filmografie (Auswahl)
- 1980: Panische Angst (He Knows You’re Alone)
- 1986: Rebellen des Grauens (The Supernaturals)
- 1987: Der Tod kommt auf sechs Beinen (Distortions)
- 1988: Cameron (Cameron's Closet)
- 1991: Dark Shadows (Fernsehserie, 2 Episoden)
- 1993: Gold vor Gibraltar (Les audacieux, Fernsehfilm)
- 1993: Mein Herz will Rache (A Mother's Revenge, Fernsehfilm)
- 1994: Mißbraucht und verraten (One of Her Own, Fernsehfilm)
- 1994: Opfer seiner Wut (Cries Unheard: The Donna Yaklich Story, Fernsehfilm)
- 1995: Aus der Wiege entführt (Sleep, Baby, Sleep, Fernsehfilm)
- 1997: Lethal Invasion – Attacke der Alien-Viren (Invasion, Fernsehfilm)
- 1999: Die Tochter des Präsidenten: In tödlicher Gefahr (First Daughter, Fernsehfilm)
- 1999: Final Speed – Stoppt den Todeszug! (Final Run, Fernsehfilm)
- 1999: The Last Witness – Nur tote Zeugen schweigen (The Last Witness, Fernsehfilm, Produktion)
- 2000: Der Tod fliegt mit (Nowhere to Land, Fernsehfilm)
- 2002: First Shot – Das Attentat (First Shot, Fernsehfilm)
- 2005: Deckname Jane Doe: Ich seh’ etwas, was Du nicht siehst (Jane Doe: Now You See It, Now You Don’t, Fernsehfilm)
- 2005: Deckname Jane Doe: Wenn Lügen sterben müssen (Jane Doe: Til Death Do Us Part, Fernsehfilm)
- 2006: Deckname Jane Doe: Das Superhirn (Jane Doe: Yes, I Remember It Well, Fernsehfilm)
- 2006: Die Prophezeiungen von Celestine (The Celestine Prophecy)
- 2006: Though None Go with Me (Fernsehfilm)
- 2007: Pandemic – Tödliche Erreger (Pandemic, Fernsehfilm)
- 2007: Final Approach – Im Angesicht des Terrors (Final Approach, Fernsehfilm)
- 2007: Sharpshooter – Der letzte Auftrag (Sharpshooter, Fernsehfilm)
- 2008: Black Widow – Tödliche Verführung (Black Widow, Fernsehfilm)
- 2008: Gestohlene Worte – Der Roman des Todes (Grave Misconduct, Fernsehfilm)
- 2008: Our First Christmas (Fernsehfilm)
- 2009: Mrs. Washington Goes to Smith (Fernsehfilm)